# Powervolley Milano 2023-2024
Questa voce raccoglie le informazioni riguardanti la Powervolley Milano nelle competizioni ufficiali della stagione 2023-2024.

## Stagione
Nella stagione 2023-24 la Powervolley Milano assume la denominazione sponsorizzata di Allianz Milano.
Partecipa per la decima volta alla Superlega: chiude la regular season di campionato al sesto posto in classifica, qualificandosi per i play-off scudetto, conquistando il terzo posto finale, battendo nella serie finale la Trentino.
A seguito del sesto posto in classifica al termine del girone di andata, si qualifica per la Coppa Italia: viene eliminata in semifinale dalla Sir Safety Perugia.
Grazie ai risultati ottenuti nella stagione 2022-23 disputa la Coppa CEV: esce dalla competizione ai play-off, battuta sia nella gara di andata che in quella di ritorno dal Warta Zawiercie.

## Organigramma societario
Area direttiva
- Presidente: Lucio Fusaro
- Vicepresidente: Massimo Achini, Ivano Fusaro
- Consigliere delegato: Francesco Ioppolo
- Direttore generale: Fabio Carpita
- Segreteria generale: Federica Bonalume
- Team manager: Massimo Marchiori
- Direttore sportivo: Fabio Lini
- Consulente progetti speciali: Claudio Galli
- Consulente legale: Giuseppe Marino
- Logistica: Romano Bertoldi
- Responsabile amministrativo: Paola Pellegrini

Area tecnica
- Allenatore: Roberto Piazza
- Allenatore in seconda: Nicola Daldello
- Scout man: Paolo Perrone
- Responsabile settore giovanile: Vanni Benenti

Area comunicazione
- Ufficio stampa: Martina Pollini
- Fotografo: Alessandro Pizzi

Area marketing
- Biglietteria: Alice Rizzetto

Area sanitaria
- Responsabile staff medico: Luigi Sesana
- Medico: Massimiliano Piatti, Nicolò Zanchi
- Preparatore atletico: Giovanni Rossi
- Fisioterapista: Marco Rampazzo, Matteo Zurek
- Osteopata: Marco Savioli

## Rosa
| N° | Nome             | Ruolo | Data di nascita   | Nazionalità sportiva |
| -- | ---------------- | ----- | ----------------- | -------------------- |
| 1  | Matej Kazijski   | S     | 23 settembre 1984 | Bulgaria             |
| 2  | Osniel Melgarejo | S     | 18 dicembre 1997  | Cuba                 |
| 4  | Nicola Zonta     | P     | 15 maggio 2000    | Italia               |
| 5  | Damiano Catania  | L     | 28 marzo 2001     | Italia               |
| 6  | Marco Vitelli    | C     | 4 aprile 1996     | Italia               |
| 7  | Ferre Reggers    | O     | 18 luglio 2003    | Belgio               |
| 8  | Agustín Loser    | C     | 12 ottobre 1997   | Argentina            |
| 10 | Andrea Innocenzi | C     | 6 ottobre 2000    | Italia               |
| 11 | Matteo Piano     | C     | 23 ottobre 1990   | Italia               |
| 14 | Yūki Ishikawa    | S     | 11 dicembre 1995  | Giappone             |
| 16 | Paolo Porro      | P     | 27 ottobre 2001   | Italia               |
| 17 | Luca Colombo     | L     | 14 gennaio 2004   | Italia               |
| 30 | Petar Đirlić     | O     | 27 maggio 1997    | Croazia              |

## Mercato
| Acquisti | Acquisti         | Acquisti          | Acquisti   |
| R.       | Nome             | da                | Modalità   |
| -------- | ---------------- | ----------------- | ---------- |
| L        | Damiano Catania  | Top Volley Latina | definitivo |
| O        | Petar Đirlić     | Police            | definitivo |
| C        | Andrea Innocenzi | Diavoli Rosa      | definitivo |
| S        | Matej Kazijski   | Trentino          | definitivo |
| O        | Ferre Reggers    | Maaseik           | definitivo |
| P        | Nicola Zonta     | Virtus Fano       | definitivo |

| Cessioni | Cessioni          | Cessioni           | Cessioni   |
| R.       | Nome              | a                  | Modalità   |
| -------- | ----------------- | ------------------ | ---------- |
| P        | Federico Bonacchi | Prisma Taranto     | definitivo |
| S        | Milad Ebadipour   | Ural               | definitivo |
| C        | Francesco Fusaro  | Padova             | definitivo |
| O        | Klistan Lawrence  | Lupi Santa Croce   | definitivo |
| O        | Jean Patry        | Jastrzębski Węgiel | definitivo |
| L        | Nicola Pesaresi   | Atlantide Brescia  | definitivo |

## Risultati

### Superlega

#### Girone di andata
| 1ª giornata - 22 ottobre 2023 PalaPanini, Modena                         | Modena               | 3 - 2 | Powervolley Milano | 25-19, 12-25, 21-25, 26-24, 15-12 |
| 2ª giornata - 29 ottobre 2023 Palalido, Milano                           | Powervolley Milano   | 0 - 3 | You Energy         | 23-25, 21-25, 23-25               |
| 3ª giornata - 4 novembre 2023 Palazzetto dello Sport, Cisterna di Latina | Cisterna             | 3 - 0 | Powervolley Milano | 25-14, 25-15, 25-23               |
| 4ª giornata - 12 novembre 2023 Palalido, Milano                          | Powervolley Milano   | 3 - 0 | Lube               | 25-21, 27-25, 25-21               |
| 5ª giornata - 15 novembre 2023 Palalido, Milano                          | Powervolley Milano   | 1 - 3 | Trentino           | 22-25, 25-21, 19-25, 16-25        |
| 6ª giornata - 19 novembre 2023 PalaCatania, Catania                      | Saturnia Acicastello | 1 - 3 | Powervolley Milano | 25-20, 22-25, 22-25, 21-25        |
| 7ª giornata - 26 novembre 2023 Palalido, Milano                          | Powervolley Milano   | 3 - 0 | Padova             | 25-17, 26-24, 25-19               |
| 8ª giornata - 4 dicembre 2023 Arena di Monza, Monza                      | Milano               | 0 - 3 | Powervolley Milano | 16-25, 18-25, 18-25               |
| 9ª giornata - 10 dicembre 2023 PalaOlimpia, Verona                       | Verona               | 3 - 2 | Powervolley Milano | 23-25, 25-21, 23-25, 25-21, 15-11 |
| 10ª giornata - 17 dicembre 2023 Palalido, Milano                         | Powervolley Milano   | 3 - 2 | Prisma Taranto     | 19-25, 26-24, 22-25, 25-16, 15-3  |
| 11ª giornata - 26 dicembre 2023 PalaEvangelisti, Perugia                 | Sir Safety Perugia   | 2 - 3 | Powervolley Milano | 25-14, 25-20, 12-25, 22-25, 12-15 |

#### Girone di ritorno
| 12ª giornata - 30 dicembre 2023 Forum di Milano, Assago          | Powervolley Milano | 3 - 0 | Modena               | 27-25, 25-17, 25-18               |
| 13ª giornata - 6 gennaio 2024 PalaBanca, Piacenza                | You Energy         | 3 - 2 | Powervolley Milano   | 25-23, 21-25, 19-25, 25-19, 15-13 |
| 14ª giornata - 14 gennaio 2024 Palalido, Milano                  | Powervolley Milano | 3 - 0 | Cisterna             | 25-22, 25-17, 25-23               |
| 15ª giornata - 21 gennaio 2024 PalaCivitanova, Civitanova Marche | Lube               | 3 - 2 | Powervolley Milano   | 25-19, 27-25, 22-25, 15-25, 15-12 |
| 16ª giornata - 24 gennaio 2024 PalaTrento, Trento                | Trentino           | 3 - 0 | Powervolley Milano   | 25-21, 25-19, 25-21               |
| 17ª giornata - 3 febbraio 2024 Palalido, Milano                  | Powervolley Milano | 3 - 0 | Saturnia Acicastello | 26-24, 25-19, 25-17               |
| 18ª giornata - 11 febbraio 2024 PalaSanLazzaro, Padova           | Padova             | 3 - 2 | Powervolley Milano   | 25-23, 22-25, 25-22, 21-25, 18-16 |
| 19ª giornata - 14 febbraio 2024 Palalido, Milano                 | Powervolley Milano | 1 - 3 | Milano               | 21-25, 23-25, 25-20, 16-25        |
| 20ª giornata - 18 febbraio 2024 Palalido, Milano                 | Powervolley Milano | 3 - 0 | Verona               | 25-20, 25-23, 25-16               |
| 21ª giornata - 25 febbraio 2024 PalaMazzola, Taranto             | Prisma Taranto     | 1 - 3 | Powervolley Milano   | 29-27, 22-25, 14-25, 21-25        |
| 22ª giornata - 3 marzo 2024 Palalido, Milano                     | Powervolley Milano | 3 - 2 | Sir Safety Perugia   | 25-22, 25-27, 17-25, 25-23, 15-13 |

#### Play-off scudetto
| Quarti di finale (gara 1) - 6 marzo 2024 PalaBanca, Piacenza  | You Energy         | 2 - 3 | Powervolley Milano | 25-20, 21-25, 25-19, 22-25, 10-15 |
| Quarti di finale (gara 2) - 10 marzo 2024 Palalido, Milano    | Powervolley Milano | 1 - 3 | You Energy         | 25-22, 20-25, 21-25, 14-25        |
| Quarti di finale (gara 3) - 16 marzo 2024 PalaBanca, Piacenza | You Energy         | 3 - 2 | Powervolley Milano | 25-22, 23-25, 17-25, 31-29, 15-12 |
| Quarti di finale (gara 4) - 24 marzo 2024 Palalido, Milano    | Powervolley Milano | 3 - 2 | You Energy         | 28-30, 25-27, 25-23, 27-25, 15-6  |
| Quarti di finale (gara 5) - 27 marzo 2024 PalaBanca, Piacenza | You Energy         | 0 - 3 | Powervolley Milano | 21-25, 21-25, 22-25               |
| Semifinali (gara 1) - 31 marzo 2024 PalaEvangelisti, Perugia  | Sir Safety Perugia | 3 - 1 | Powervolley Milano | 25-17, 25-23, 23-25, 25-22        |
| Semifinali (gara 2) - 3 aprile 2024 Palalido, Milano          | Powervolley Milano | 3 - 2 | Sir Safety Perugia | 25-27, 25-21, 21-25, 27-25, 20-18 |
| Semifinali (gara 3) - 7 aprile 2024 PalaEvangelisti, Perugia  | Sir Safety Perugia | 3 - 1 | Powervolley Milano | 20-25, 25-18, 25-13, 25-21        |
| Semifinali (gara 4) - 11 aprile 2024 Palalido, Milano         | Powervolley Milano | 1 - 3 | Sir Safety Perugia | 25-18, 24-26, 20-25, 18-25        |
| Finale 3º posto (gara 1) - 17 aprile 2024 PalaTrento, Trento  | Trentino           | 3 - 2 | Powervolley Milano | 23-25, 25-18, 23-25, 25-19, 15-11 |
| Finale 3º posto (gara 2) - 20 aprile 2024 Palalido, Milano    | Powervolley Milano | 3 - 2 | Trentino           | 26-24, 17-25, 25-16, 25-27, 22-20 |
| Finale 3º posto (gara 3) - 24 aprile 2024 PalaTrento, Trento  | Trentino           | 0 - 3 | Powervolley Milano | 22-25, 23-25, 14-25               |
| Finale 3º posto (gara 4) - 27 aprile 2024 Palalido, Milano    | Powervolley Milano | 3 - 1 | Trentino           | 25-21, 18-25, 25-20, 25-21        |

### Coppa Italia
| Quarti di finale - 3 gennaio 2024 PalaBanca, Piacenza          | You Energy         | 2 - 3 | Powervolley Milano | 16-25, 25-20, 21-25, 25-22, 20-22 |
| Semifinale - 27 gennaio 2024 Unipol Arena, Casalecchio di Reno | Sir Safety Perugia | 3 - 2 | Powervolley Milano | 20-25, 25-23, 25-15, 23-25, 15-11 |

### Coppa CEV
| Sedicesimi di finale (andata) - 29 novembre 2023 Tomabelhal, Roeselare           | Menen              | 2 - 3 | Powervolley Milano | 16-25, 20-25, 25-22, 30-28, 9-15 |
| Sedicesimi di finale (ritorno) - 22 novembre 2023 Palalido, Milano               | Powervolley Milano | 3 - 0 | Menen              | 25-13, 25-21, 25-15              |
| Ottavi di finale (andata) - 21 dicembre 2023 PAOK Sports Arena, Pylea-Chortiatis | PAOK               | 1 - 3 | Powervolley Milano | 20-25, 18-25, 25-20, 20-25       |
| Ottavi di finale (ritorno) - 13 dicembre 2023 Palazzetto dello Sport, Cagliari   | Powervolley Milano | 3 - 0 | PAOK               | 25-21, 25-21, 25-19              |
| Play-off (andata) - 10 gennaio 2024 Hala widowiskowo-sportowa, Sosnowiec         | Warta Zawiercie    | 3 - 0 | Powervolley Milano | 25-23, 25-19, 25-19              |
| Play-off (ritorno) - 18 gennaio 2024 Palalido, Milano                            | Powervolley Milano | 0 - 3 | Warta Zawiercie    | 22-25, 22-25, 23-25              |

## Statistiche

### Statistiche di squadra
| Competizione | Punti | In casa | In casa | In casa | In trasferta | In trasferta | In trasferta | Totale | Totale | Totale |
| Competizione | Punti | G       | V       | P       | G            | V            | P            | G      | V      | P      |
| ------------ | ----- | ------- | ------- | ------- | ------------ | ------------ | ------------ | ------ | ------ | ------ |
| Superlega    | 38    | 17      | 12      | 5       | 18           | 7            | 11           | 35     | 19     | 16     |
| Coppa Italia | -     | 0       | 0       | 0       | 1            | 1            | 0            | 2      | 1      | 1      |
| Coppa CEV    | -     | 3       | 2       | 1       | 3            | 2            | 1            | 6      | 4      | 2      |
| Totale       | -     | 20      | 14      | 6       | 22           | 10           | 12           | 43     | 24     | 19     |

G = partite giocate; V = partite vinte; P = partite perse

### Statistiche dei giocatori
| Giocatore    | Superlega | Superlega | Superlega | Superlega | Superlega | Coppa Italia | Coppa Italia | Coppa Italia | Coppa Italia | Coppa Italia | Coppa CEV | Coppa CEV | Coppa CEV | Coppa CEV | Coppa CEV | Totale | Totale | Totale | Totale | Totale |
| Giocatore    | P         | PT        | AV        | MV        | BV        | P            | PT           | AV           | MV           | BV           | P         | PT        | AV        | MV        | BV        | P      | PT     | AV     | MV     | BV     |
| ------------ | --------- | --------- | --------- | --------- | --------- | ------------ | ------------ | ------------ | ------------ | ------------ | --------- | --------- | --------- | --------- | --------- | ------ | ------ | ------ | ------ | ------ |
| D. Catania   | 35        | 0         | 0         | 0         | 0         | 2            | 0            | 0            | 0            | 0            | 6         | 0         | 0         | 0         | 0         | 43     | 0      | 0      | 0      | 0      |
| L. Colombo   | 3         | 0         | 0         | 0         | 0         | 0            | 0            | 0            | 0            | 0            | 6         | 0         | 0         | 0         | 0         | 9      | 0      | 0      | 0      | 0      |
| P. Đirlić    | 34        | 124       | 111       | 10        | 3         | 2            | 6            | 5            | 1            | 0            | 5         | 54        | 47        | 5         | 2         | 41     | 184    | 163    | 16     | 5      |
| A. Innocenzi | 2         | 1         | 0         | 1         | 0         | 0            | 0            | 0            | 0            | 0            | 2         | 4         | 3         | 1         | 0         | 4      | 5      | 3      | 2      | 0      |
| Y. Ishikawa  | 33        | 475       | 405       | 25        | 45        | 2            | 36           | 31           | 2            | 3            | 4         | 26        | 24        | 1         | 1         | 39     | 537    | 460    | 28     | 49     |
| M. Kazijski  | 29        | 262       | 212       | 12        | 38        | 2            | 23           | 20           | 2            | 1            | 6         | 56        | 44        | 3         | 9         | 37     | 341    | 276    | 17     | 48     |
| A. Loser     | 35        | 324       | 203       | 98        | 23        | 2            | 22           | 18           | 4            | 0            | 5         | 32        | 19        | 10        | 3         | 42     | 378    | 240    | 112    | 26     |
| O. Melgarejo | 34        | 258       | 221       | 22        | 15        | 2            | 8            | 6            | 2            | 0            | 5         | 45        | 36        | 4         | 5         | 41     | 311    | 263    | 28     | 20     |
| M. Piano     | 23        | 68        | 32        | 33        | 3         | 2            | 8            | 4            | 4            | 0            | 6         | 16        | 8         | 6         | 2         | 31     | 92     | 44     | 43     | 5      |
| P. Porro     | 33        | 88        | 31        | 18        | 39        | 2            | 9            | 2            | 1            | 6            | 6         | 8         | 1         | 2         | 5         | 41     | 105    | 34     | 21     | 50     |
| F. Reggers   | 34        | 474       | 412       | 41        | 21        | 2            | 33           | 27           | 3            | 3            | 6         | 55        | 43        | 7         | 5         | 42     | 562    | 482    | 51     | 29     |
| M. Vitelli   | 35        | 164       | 99        | 49        | 16        | 2            | 1            | 1            | 0            | 0            | 6         | 37        | 19        | 13        | 5         | 43     | 202    | 119    | 62     | 21     |
| N. Zonta     | 35        | 4         | 2         | 1         | 1         | 2            | 0            | 0            | 0            | 0            | 6         | 1         | 1         | 0         | 0         | 43     | 5      | 3      | 1      | 1      |

P = presenze; PT = punti totali; AV = attacchi vincenti; MV = muri vincenti; BV = battute vincenti